# 新加坡—巴西關係
新加坡－巴西關係，是指歷史上的新加坡和巴西（包括現在新加坡共和國與巴西聯邦共和國）之間的雙邊關係。兩國自1889年起便有交往。巴西在1965年新加坡獨立後不久承認其獨立，並在兩年後與其建交。

## 歷史
新加坡與巴西的交往，可追溯至1889年巴西布埃諾斯艾雷斯的卡特兰粉花在新加坡的首次展出。其後塞繆爾·埃里克·特拉維斯在1935年成為首任巴西駐新加坡領事代辦，並在1949年獲任命為巴西首任名譽領事。1949年，一艘前往澳門的葡萄牙单桅帆船亦曾在新加坡慶祝西班牙人發現巴西449週年。兩年後，巴西政府曾考慮開辦一條前往新加坡的貨船航線，當年亦有5名逃離中華人民共和國統治的巴西人經新加坡回國。巴西四桅訓練船薩爾達尼亞提督號其後在1952年作首次環球航行時到訪新加坡，成為首艘到訪新加坡水域的巴西海軍訓練艦。
1965年10月14日，巴西承認新加坡獨立，成為首個承認新加坡獨立的拉丁美洲國家。巴西其後在1967年與新加坡建交。随后，巴西联邦政府委派驻泰国大使兼任驻星大使，直到1979年巴西駐新加坡大使館設立。而新加坡駐巴西大使館則在2013年由新加坡外交部長尚穆根揭幕，該使館為新加坡首個位處拉丁美洲的使館，亦是新加坡在拉丁美洲唯一的駐外機構。翌年，前赴澳洲布里斯本出席二十国集团峰会而技術停留新加坡的巴西總統迪爾瑪·羅塞夫成為首位訪新的巴西總統。

## 經貿關係
- 新加坡到巴西的出口貿易[12]
- 巴西到新加坡的出口貿易[13]

根據經濟複雜性研究中心網站上的數據，1995年至1999年，新加坡對巴西的出口額呈下降趨勢，由1995年的約6億美元降至1999年的約2億美元。2000年至2004年間，出口額維持在約4億美元的水平；其後出口額開始反覆，曾在2005年間錄得22億美元的新高。新加坡主要向巴西出口機械，而精煉石油和化工產品佔出口額的比重亦分別自2007年和2009年開始上升。
1995年至2001年間，巴西對新加坡的出口額不足5億美元；2002年出口額首次突破5億美元，雖曾在2003年下跌，但在翌年再度回升至5億美元。2004年至2008年間，出口額大致呈上升趨勢，其後出口額開始出現反覆，但在2013年曾錄得30億美元的新高。巴西主要向新加坡出口精煉石油和船隻。
2005年9月，新加坡国际企业发展局與巴西出口投资促进局簽訂諒解備忘錄，其後在2008年續簽。兩個機構亦曾舉辦研讨会和项目以加強兩國公司在房地产、信息和通信技术产品和服务以及机场服务方面的合作。
2014年，新加坡和巴西簽訂國際空運和船運避免雙重徵稅協議。

## 外部連結
- 新加坡駐巴西大使館 （页面存档备份，存于）
- 巴西駐新加坡大使館 （页面存档备份，存于）